# Photoshop Document
PSD (acrônimo de PhotoShop Document) é o formato de arquivo nativo do produto Adobe Photoshop, criado pela Adobe Inc.. Ele grava diferentes camadas de imagens com máscaras, espaço de cores, perfil ICC, transparencia, texto, canais alfa, focos de cor, clipping path e configurações de duplo tom. É aberto por poucos programas além do próprio Photoshop. É raster, ou seja, armazena a descrição de cada pixel.